# Tkaczewska Góra
Tkaczewska Góra (niem. Neu-Württemberg) – wieś w Polsce położona w województwie łódzkim, w powiecie zgierskim, w gminie Parzęczew.
W latach 1975–1998 miejscowość administracyjnie należała do ówczesnego województwa łódzkiego.